# Andrea Busati
Andrea Busati oppure Busatti o Bussati (Venezia, XV secolo – Venezia XVI secolo) è stato un pittore italiano.

## Biografia
Il suo nome è stato talvolta confuso con quello del collega Marco Basaiti e questo equivoco ha reso complicata una precisa e corretta ricostruzione biografica del pittore.
Gli storici dell'arte ipotizzano che il padre di Busati, Stefano, sia nativo di Scutari e che intorno alla metà del XV secolo si sia spostato a Venezia.
Inoltre Busati aveva due fratelli entrambi pittori: Luca Antonio, che ha lavorato a Faenza dal 1514 al 1516 e a Venezia dal 1523 al 1539; Francesco, attivo nei primi cinquant'anni del XVI secolo.
Andrea Busati è stato un seguace dello stile quattrocentesco di Cima da Conegliano e di Giovanni Bellini. Purtroppo poche sue opere sono sopravvissute.
Tra i lavori attribuiti a Busati si annoverano un San Marco in trono fra san Francesco e sant'Andrea, che apparteneva al Magistrato veneziano della Ragion Vecchia e ora è conservato alle Gallerie dell'Accademia, caratterizzato da un paesaggio di mare e monti.
Un Sant'Antonio (Museo civico di Vicenza) a figura intera inserito in un paesaggio fluviale, ispirato da Cima e con elementi belliniani; un Compianto sul Cristo morto (National Gallery di Londra), caratterizzato dalla espressività dei protagonisti, di derivazione cimasca ed inizialmente attribuito a Sebastiano del Piombo; un Le minere della pittura commissionato da tre magistrati per il palazzo dei Camerlenghi in Venezia; una Maria dolente con Cristo morto (Benwick y Alba di Madrid); un San Sebastiano (Pinacoteca di Arezzo), sono le altre più importanti opere rintracciate di questo pittore.
Probabilmente Busati collaborò con Cima da Conegliano, come evidenziato nel  Leone di san Marco con quattro santi, della Ca' d'Oro di Venezia.
Databile tra il 1505 e il 1510 è il dipinto Pietà di San Pietro d'Orzio conservato nella piccola frazione bergamasca di San Pietro d'Orzio.
Dopo il testamento redatto da Busati nel 1528, non si posseggono più informazioni su di lui.

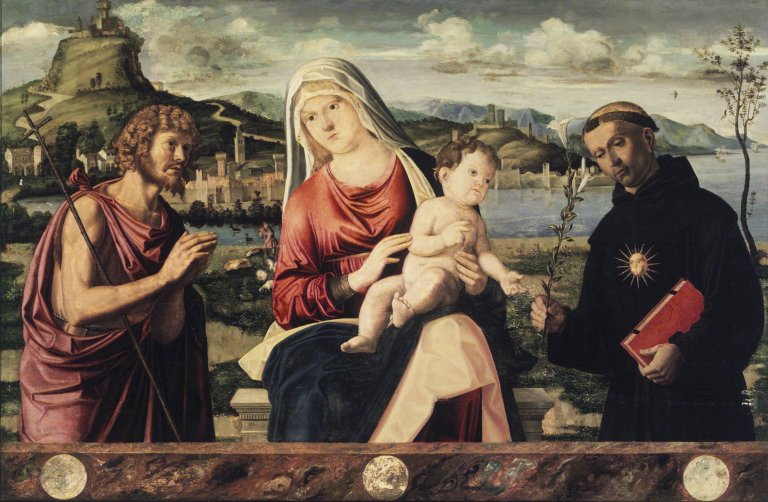
Madonna col Bambino ed i santi Giovanni Battista e Nicola da Tolentino, Brooklyn Museum, New York
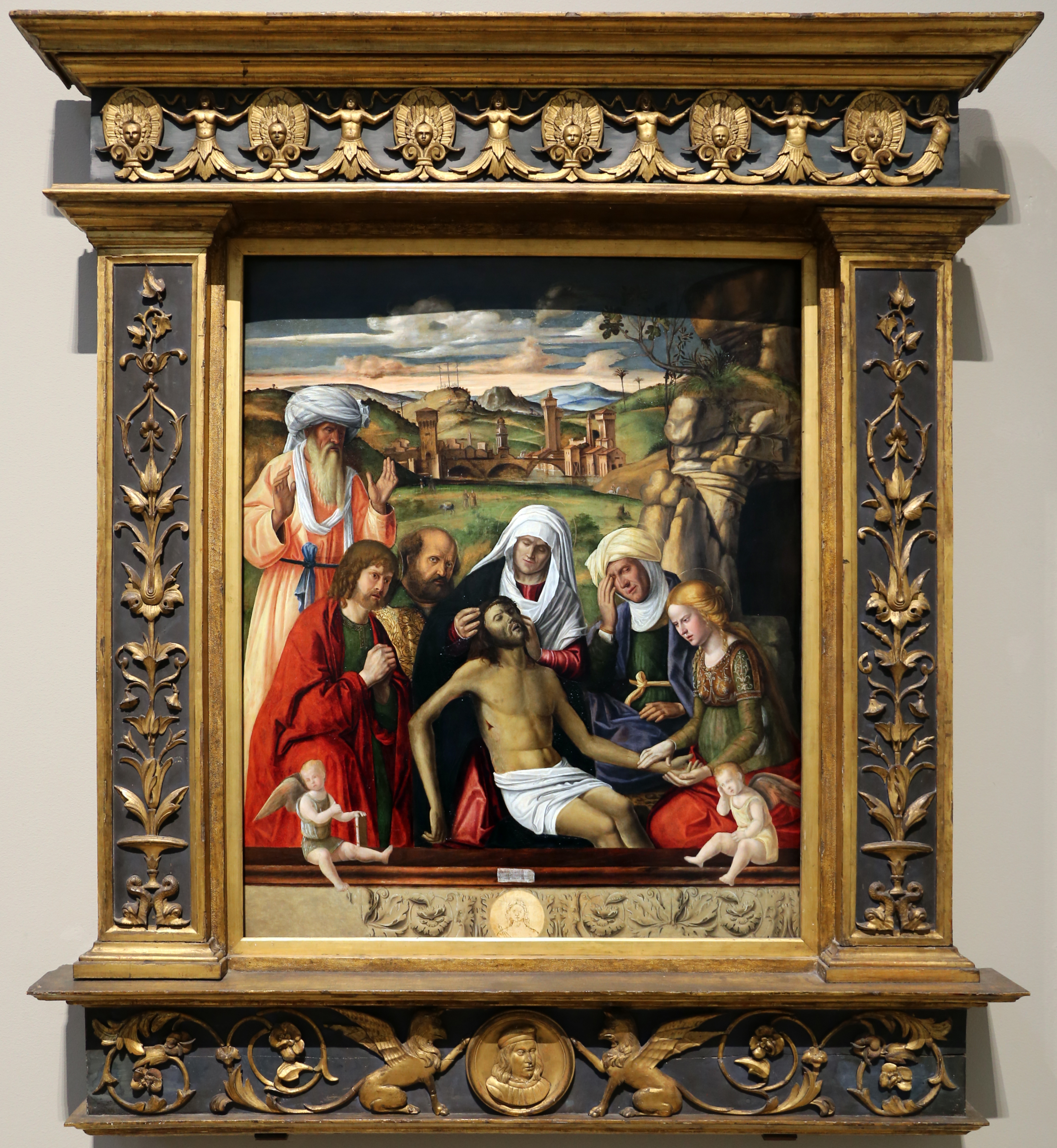
Compianto di Cristo, dopo 1512, National Gallery, Londra
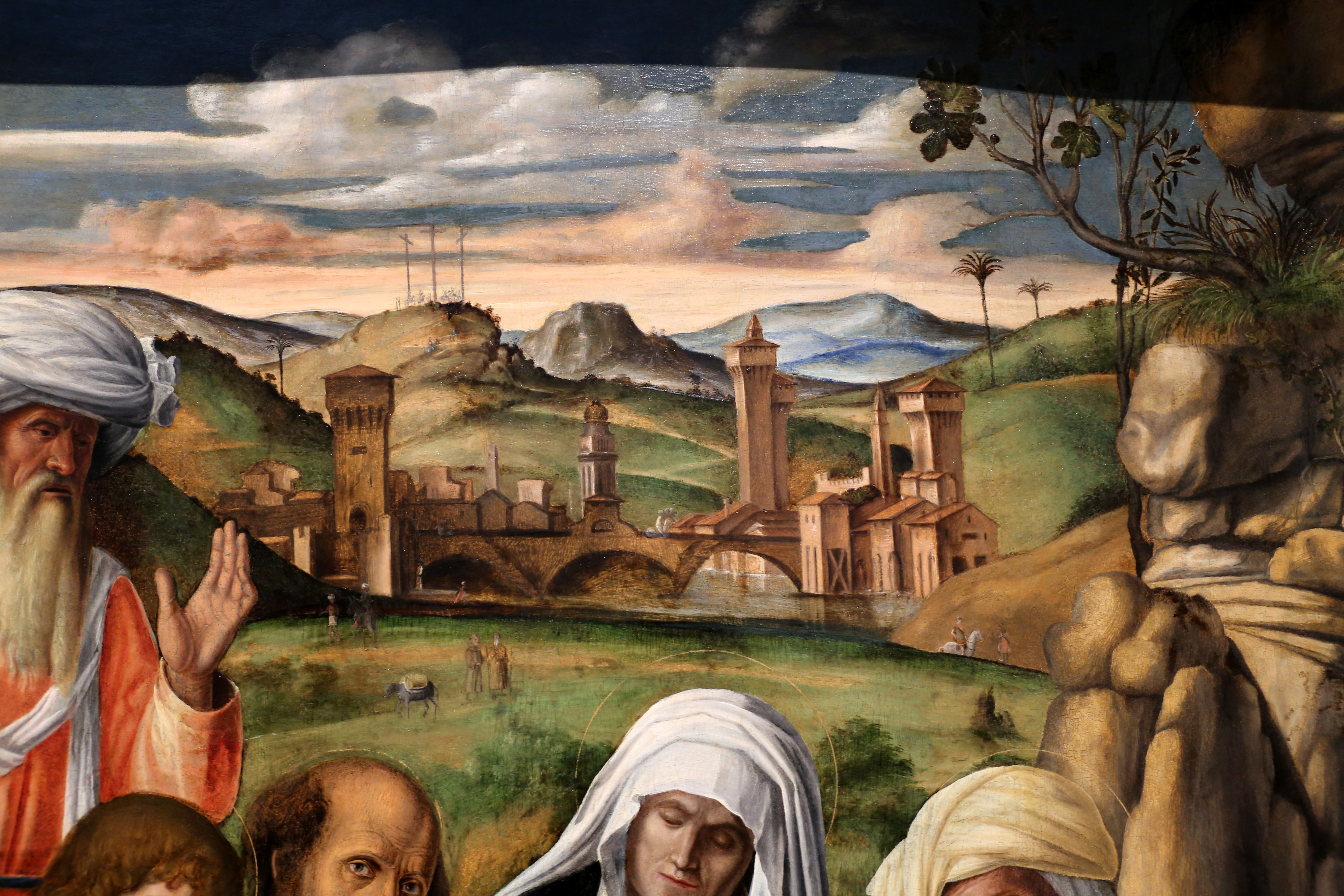
Compianto di Cristo, particolare, dopo 1512, National Gallery, Londra